# الصندوق الوطني لمشاريع التنمية (كولومبيا)
الصندوق الوطني لمشاريع التنمية (بالإنجليزية: National Fund for Development Projects، اختصارًا: FONADE) هي مؤسسة مالية حكومية في كولومبيا تقدم المنح وخطوط الائتمان لدعم دراسات الجدوى، والجدوى المسبقة لمشاريع التنمية في القطاع العام، وخاصة تلك الكيانات التي تخضع للخصخصة.